# 巴讷 (洛特省)
巴讷（法語：Bannes，法語發音：[ban]）是法国洛特省的一个市镇，位于该省东北部，属于菲雅克区。

## 地理
巴讷（44°48'38"N, 1°54'37"E）面积10.11 平方千米，位于法国奧克西塔尼大區洛特省，该省份为法国西南部内陆省份，北起顺时针与科雷兹省、康塔爾省、阿韦龙省、塔恩-加龙省、洛特-加龍省和多尔多涅省接壤。
与巴讷接壤的市镇（或旧市镇、城区）包括：艾纳克、莱姆、莫利耶尔、圣保罗德韦恩、圣樊尚迪庞迪、圣让拉日内斯特。

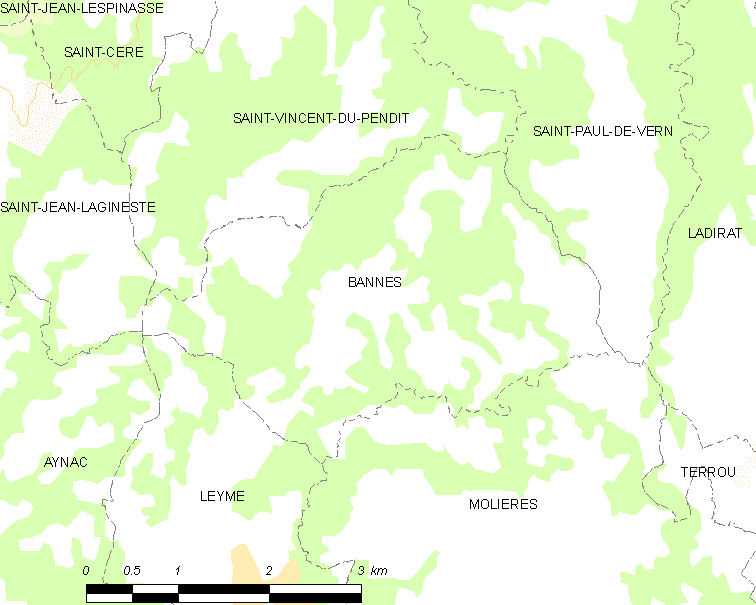
的OSM定位图

巴讷的时区为UTC+01:00、UTC+02:00（夏令时）。

## 行政
巴讷的邮政编码为46400，INSEE市镇编码为46017。

## 政治
巴讷所属的省级选区为圣塞雷县。

## 人口

1962-2008年间人口变化图示

巴讷于2022年1月1日时的人口数量为145人。